# Sveto sorodstvo (Geertgen tot Sint Jans)
Sveto sorodstvo je staronizozemska slika iz okrog leta 1495, olje na tabli, ki jo je naslika delavnica umetnika Geertgena tot Sint Jansa in je danes v zbirki Rijksmuseum v Amsterdamu.

## Opis
Sveto sorodstvo prikazuje Marijo in otroka v levem središču, svetnica Elizabeta in Janez Krstnik pa sta nekoliko bolj vidno nameščena na sredini. Člani sorodstva so bili še identificirani kot sveta Ana s knjigo na levi, njen mož Joahim za njo in za njim pa sveti Jožef, ki drži lilijo proti svoji ženi kot gesto brezmadežnega spočetja. Trije mladi bratranci, kasnejši učenci Simon, Jakob in Janez, vlivajo vino v kelih v sredini slike, kar se sklicuje na evharistijo, zunaj njih pa skulptura Abrahamovega žrtvovanja Izaka na oltarju predstavlja podobo Boga in Jezusove žrtve. Mladi Juda Iškarijot stoji in prižiga sveče na korni pregradi. Med vrati korne pregrade stojita druga dva nekdanja moža svete Ane, očeta drugih dveh Marij, ki sta postavljena za sveto Elizabeto.

## Poreklo
Ta slika je nekdanja oltarna slika neopredeljene cerkve, čeprav si je skušnjava predstavljati podobnosti s Commanderie van Sint-Jan, kjer je znano, da je Geertgen živel in delal: Janskerk, Haarlem. Poreklo te slike sega le v prodajo v Bruslju leta 1797, dejansko pa so jo kupili leta 1808 kot delo Jana in Huberta van Eycka. Šele leta 1888 so delo opredelili kot delo mojstra iz Haarlema. Od takrat je bilo več poskusov ugotoviti izvor slike. V svojem prevedenem Schilder-boecku je Hessel Miedema poročal, da je Geertgen umrl nekje med letoma 1486 in 1492, medtem ko nedavna dendrokronologija po drugi strani postavlja sliko najkasneje okoli leta 1496. Slika ima veliko podobnih podrobnosti kot Vstajenje Lazarja Alberta van Ouwatera iz okoli leta 1445, tla s ploščicami pa so tudi  podobna sodobni sliki mojstra Alkmaarja:
- Vstajenje Lazarja - ok. 1445, talne ploščice in stebri so podobni
- Sedem del usmiljenja - ok. 1504, podobne talne ploščice

## Razstave
Ta slika velja za vrhunec zbirke, odkar je bila kupljena leta 1808 in je bila vključena v vse kataloge Highlights of the Rijksmuseum  Rijksmuseuma. Bila je predmet mini razstave po 17 letih, po tem ko so v letih 1983–2000 obnovili 12 centimetrov poškodb zaradi vode.